# Robert Býček
Robert Kofi Asempa  (Robert Býček)(* 16. února 1968, Uherské Hradiště, Československo) je bývalý český profesionální boxer a kickboxer. Do svých šesti let vyrůstal v Babicích. Odtud se spolu s rodinou přestěhoval do Zlína. Má jednoho syna. V současné době pracuje jako trenér a manažer Tiger Club Zlín.

## Sportovní úspěchy
- Mistr České republiky v kickboxu 1998
- Mistr České republiky v kickboxu 1999
- Mistr světa v kickboxu (WKA World Amateur Championship Bejrút) 1999
- Nejlepší sportovec Zlínska 1999